# Unterseeboot UB-75
Pour les autres navires du même nom, voir Unterseeboot 75.
L'Unterseeboot UB-75 est un sous-marin (U-Boot) allemand de type UB III utilisé par la Kaiserliche Marine pendant la Première Guerre mondiale. Il est mis en service dans la marine impériale allemande le 11 septembre 1917.
L'UB-75 servait dans les flottilles des Flandres. Le 10 décembre 1917, il est perdu avec tout son équipage à la position 54° 05′ N, 0° 10′ E après avoir heurté une mine.

## Conception
Comme tous les sous-marins de type UB III, l'UB-75 avait un déplacement de 516 tonnes en surface et de 648 tonnes en immersion. Ses moteurs lui permettaient de naviguer à 13,6 nœuds (25,2 km/h) en surface et à 7,8 nœuds (14,4 km/h) en immersion. Il avait une autonomie de 8680 milles marins (16080 km) à sa vitesse de croisière. L’UB-75 transportait 10 torpilles et était armé d’un canon de pont de 8,8 cm. L'UB-75 avait un équipage pouvant compter jusqu’à 3 officiers et 31 hommes. 

## Carrière
L'UB-75 a été construit par AG Vulcan à Hambourg. Après un peu moins d’un an de construction, il a été lancé à Hambourg le 5 mai 1917. Il a été mis en service plus tard la même année.

## Affectations
- V Flottille : du 24 octobre au 10 décembre 1917[4].

## Commandants
- Oberleutnant zur See Franz Walther[5] : du 11 septembre au 10 décembre 1917

## Navires coulés
| Date            | Nom           | Nationalité    | Tonnage | Destin.   |
| --------------- | ------------- | -------------- | ------- | --------- |
| 4 novembre 1917 | Lucida        | United Kingdom | 1477    | Endommagé |
| 9 novembre 1917 | Frithjof Eide | Norvège        | 1207    | Coulé     |
| 5 décembre 1917 | Aigburth      | United Kingdom | 824     | Coulé     |
| 6 décembre 1917 | Leda          | Pays-Bas       | 1140    | Coulé     |
| 7 décembre 1917 | Highgate      | United Kingdom | 1780    | Coulé     |
| 8 décembre 1917 | Lampada       | United Kingdom | 2230    | Coulé     |
| 9 décembre 1917 | Venetia       | United Kingdom | 3596    | Coulé     |